# Adolf Fredrik Wimmercranz
Adolf Fredrik Wimmercranz, född 10 december 1815 i Stockholm, död 4 maj 1899 i Jönköping, var en svensk filolog.

## Biografi
Wimmercranz, som var uppvuxen på Gotland, blev student vid Uppsala universitet 1835, filosofie kandidat 1841, filosofie magister ("ultimus") 1842, och docent i latin samma år.
Han var 1849–1882 lektor i latin vid Härnösands gymnasium (rektor där 1855–1857). Hans olika skolupplagor av Livius blev mycket använda. Efter sitt avskedstagande utgav han bland annat Terentii lustspel, öfversatta från latinet (1896).
År 1859 invaldes han som ledamot av Musikaliska akademien.